# Carlota Castrejana

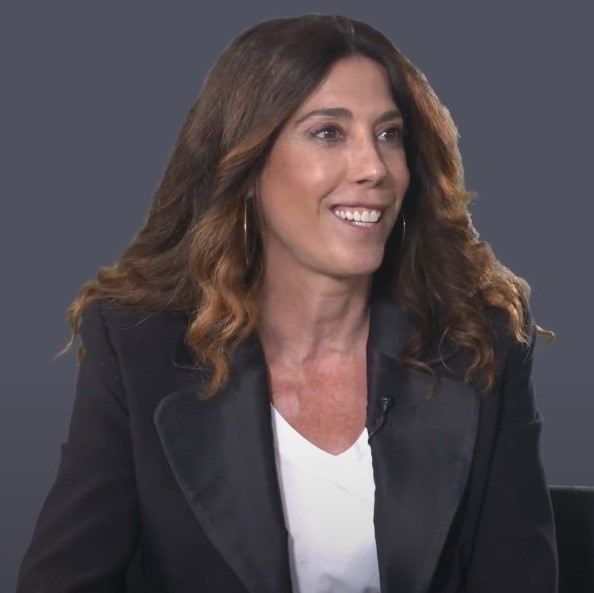
Carlota Castrejana, 2023

Carlota Castrejana (María Carlota Castrejana Fernández; * 25. April 1973 in Logroño) ist eine ehemalige spanische Basketballspielerin und Leichtathletin, die ihre größten Erfolge im Dreisprung hatte.
1992 gehörte sie zur spanischen Basketballmannschaft, die bei den Olympischen Spielen in Barcelona auf den fünften Platz kam.
Nach ihrem Wechsel zur Leichtathletik war sie zunächst Hochspringerin und wurde 1995 und 1997 in der Halle und 1996 im Freien Spanische Meisterin. Nach ihrem Wechsel zum Dreisprung gewann sie von 2000 an neunmal in Folge im Freien und achtmal in Folge in der Halle den nationalen Titel.
Bei den Olympischen Spielen 2000 in Sydney schied sie in der Qualifikation aus. 2001 gewann sie Bronze bei den Mittelmeerspielen, und 2002 wurde sie Achte im Dreisprung sowie Zehnte im Weitsprung bei den Leichtathletik-Halleneuropameisterschaften in Wien und Elfte bei den Europameisterschaften in München.
Einem sechsten Platz bei den Leichtathletik-Hallenweltmeisterschaften 2003 in Birmingham folgte jeweils das Aus in der Qualifikation bei den Leichtathletik-Weltmeisterschaften 2003 in Paris/Saint-Denis und bei den Olympischen Spielen 2004 in Athen. 2005 gewann sie Bronze bei den Halleneuropameisterschaften in Madrid. Jeweils Elfte wurde sie bei den Weltmeisterschaften 2005 in Helsinki und bei den Europameisterschaften 2006 in Göteborg.
2007 gewann sie Gold bei den Halleneuropameisterschaften in Birmingham. Bei den Weltmeisterschaften 2007 in Osaka und bei den Olympischen Spielen 2008 in Peking kam sie nicht über die Vorrunde hinaus.
Carlota Castrejana ist 1,88 m groß und wiegt 70 kg. Sie wurde von Juan Carlos Alvarez trainiert.

## Persönliche Bestleistungen
- Hochsprung: 1,89 m, 29. Mai 1996, Granada
  - Halle: 1,89 m, 12. Februar 1995, Saragossa
- Weitsprung: 6,47 m, 4. Juli 1998, Basauri
  - Halle: 6,37 m, 17. Februar 2002, Sevilla
- Dreisprung: 14,60 m, 1. Juli 2005, Almería
  - Halle: 14,64 m, 4. März 2007, Birmingham